# Antonio Luna (général)
Pour les articles homonymes, voir Antonio Luna et Luna.
Antonio Narciso Luna de San Pedro y Novicio Ancheta (en espagnol : [anˈtonjo ˈluna], né le 29 octobre 1866 et mort le 5 juin 1899, est un général de l'armée philippine qui a combattu dans la guerre américano-philippine.
Considéré comme l'un des généraux les plus compétents de son temps, il succède à Artemio Ricarte au poste de chef d'état-major des forces armées des Philippines. Il a cherché à appliquer ses connaissances en science militaire à la jeune armée philippine. Tireur d'élite lui-même, il a entrainé et organisé ses guérilleros professionnels appelés plus tard les "Luna Sharpshooters" et la "Black Guard". Sa défense à trois niveaux, maintenant connue sous le nom de ligne de défense Luna, rendit difficile aux troupes américaine leur campagne dans les provinces au nord de Manille. Cette ligne de défense a abouti à la création d'une base militaire dans la cordillère.
Malgré sa détermination à discipliner l'armée et à servir la République, ce qui a suscité l'admiration du peuple, son tempérament l'a poussé à être détesté par certains, y compris au sein du cabinet d'Emilio Aguinaldo, premier président élu de la première République des Philippines. Ses efforts et son talent furent reconnus pendant son commandement, et il reçut la médaille de la République des Philippines en 1899. Il était également membre du Congrès de Malolos. Outre ses études militaires, Luna a également étudié la pharmacie, la littérature et la chimie.

## Vie familiale
Antonio Luna de San Pedro y Novicio Ancheta est né le 29 octobre 1866 rue Urbiztondo (rebaptisée Barraca Street), Binondo (qui fait maintenant partie de San Nicolas ), Manille. Il était le plus jeune de sept enfants de Joaquín Luna de San Pedro y Posadas (1829-1891) de Badoc et de la mestiza espagnole Laureana Novicio y Ancheta (1836-1906) de Luna (anciennement Namacpacan), dans la province de La Union. Son père était un vendeur ambulant pour le gouvernement au sein du Monopole du Tabac, établit en 1782. C'est après que leur famille a déménagé à Manille en 1861 que son père est devenu marchand à Binondo.

### Fratrie
Son frère aîné, Juan, était un peintre accompli qui a étudié à la Madrid Escuela de Bellas Artes de San Fernando. Son Spoliarium a remporté l'une des trois médailles d'or décernées à la Madrid Exposición Nacional de Bellas Artes en 1884. Un autre frère, José, est devenu médecin. Encore un autre frère, Joaquín, a combattu avec Antonio dans la guerre américano-philippine, et a servi plus tard comme gouverneur de La Union de 1904 à 1907. Joaquín sera également sénateur de 1916 à 1919. Ses trois autres frères et sœurs s'appelaient Numeriana, Manuel et Remedios.

## Éducation
À l'âge de 6 ans, Luna apprit la lecture, l'écriture et l'arithmétique auprès d'un professeur connu sous le nom de Maestro Intong. Il a également mémorisé la Doctrina Christiana, qui serait le premier livre imprimé aux Philippines. Le titre de l'ouvrage signifie littéralement «doctrine chrétienne», et son objectif principal était de propager l'enseignement chrétien à travers l'archipel philippin. Le livre se compose de 38 feuilles et 74 pages de texte en espagnol, tagalog (translittéré en lettres romaines), et tagalog dans son écriture Baybayin originale.
Après ses études sous la tutelle de Maestro Intong, il étudia à l'Ateneo Municipal de Manille, où il obtenu un baccalauréat en arts en 1881. Il étudia ensuite la littérature et la chimie à l'Université de Santo Tomas, où il remporta le premier prix pour un article en chimie intitulé Deux corps fondamentaux de chimie (Dos Cuerpos Fundamentales de la Quimica). Il a également étudié la pharmacie. Aussi, ses connaissances de l'escrime et des tactiques militaires provenaient de ses études auprès de Don Martin Cartagena, un major de l'armée espagnole. De plus, il suivit l'entrainement pour devenir tireur d'élite. À l'invitation de son frère aîné Juan en 1890, Antonio fut envoyé en Espagne par ses parents. Là bas, il obtenu une licence (à l'Université de Barcelone ) et un doctorat (à l'Université centrale de Madrid).

### Réalisations scientifiques

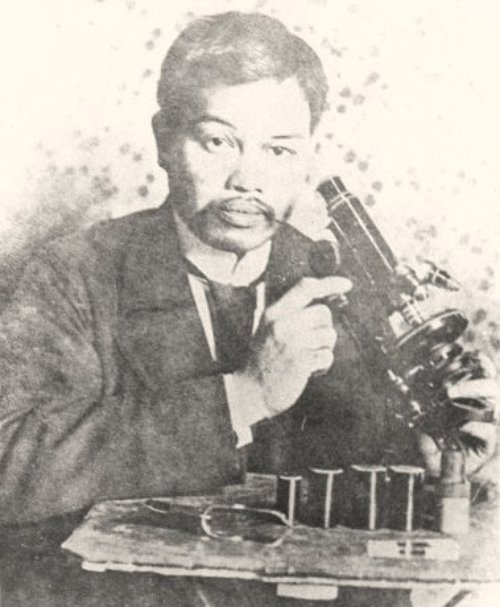
Antonio Luna pose avec un microscope à l'Institut Pasteur de Paris.

Luna était un actif chercheur de la communauté scientifique. Après avoir obtenu son doctorat en 1893, il publia un traité scientifique sur le paludisme intitulé El Hematozorio del Paludismo, qui fut accueilli favorablement par la communauté scientifique. Il s'est ensuite rendu en Belgique et en France, et a travaillé comme assistant du docteur Latteaux à l'Institut Pasteur et du Dr Laffen. En reconnaissance pour ses travaux, il fut chargé par le gouvernement espagnol d'étudier les maladies tropicales et transmissibles. En 1894, il retourne aux Philippines où il participe à un examen pour déterminer qui deviendra le chimiste en chef du Laboratoire municipal de Manille. Luna arriva premier et décrocha le poste.

## Le mouvement Propaganda

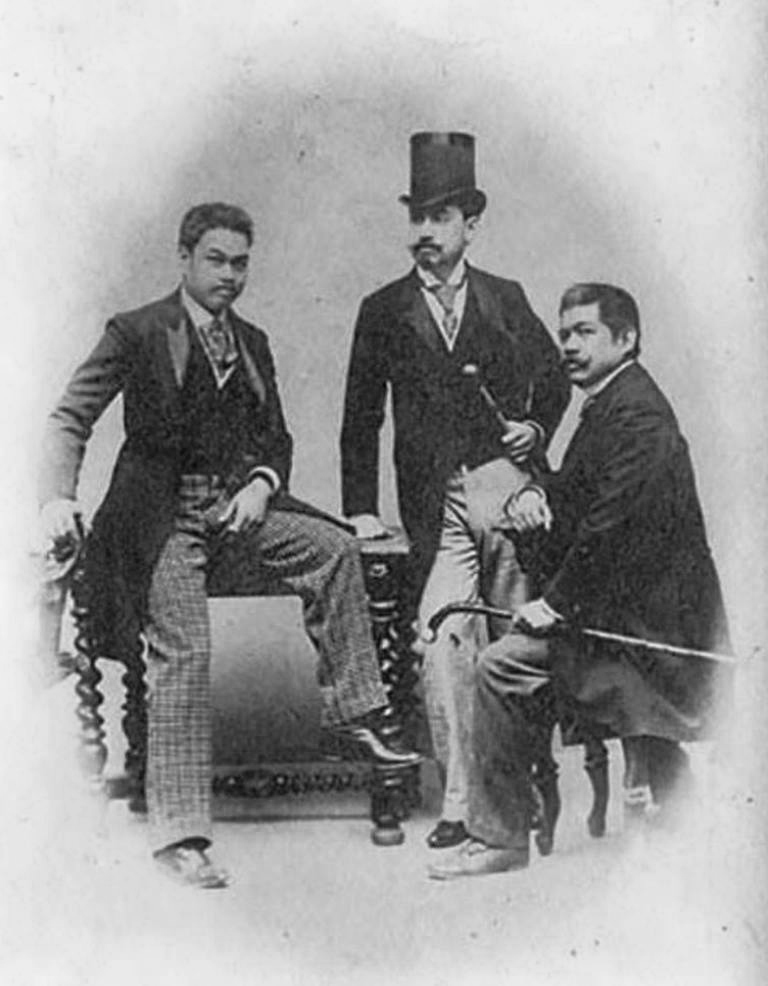
Luna avec ses collègues réformistes Eduardo de Lete (centre) et Marcelo H. del Pilar (droite), Espagne, 1890.

En Espagne, il était l'un des expatriés philippins qui ont créé le mouvement Propaganda et écrit pour La Solidaridad, dirigée par Galicano Apacible. Il a écrit un article intitulé Impressions qui traitait des coutumes et idiosyncrasies espagnoles sous le nom de plume "Taga-ilog". En outre, comme beaucoup de libéraux philippins en Espagne, Luna rejoignit la maçonnerie et devint Maître maçon.
De retour aux Philippines, lui et son frère Juan ont également ouvert la Sala de Armas, un club d'escrime à Manille. Quand il entendit parler des sociétés clandestines qui prévoyaient une révolution et qu'il fut invité à les rejoindre, Luna refusa d'abord l'offre: comme d'autres émigrés philippins impliqués dans le Mouvement Réformiste, il était en faveur d'une réforme plutôt qu'une révolution comme voie vers l'indépendance.
Les partisans du mouvement réformiste pensaient qu'aucune révolution ne réussirait sans les préparatifs nécessaires. Néanmoins, ils rejoignirent le Katipunan, et après que l'existence de ce dernier soit rendue publique en août 1896, les frères Luna furent arrêtés et emprisonnés à Fort Santiago pour "participation" à la révolution. José et Juan furent libérés quelques mois plus tard, mais Antonio fut exilé en Espagne en 1897, où il fut emprisonné au Cárcel Modelo de Madrid.
Son célèbre et controversé frère, Juan, qui avait été gracié par la régente espagnole Marie-Christine d'Autriche, partit en Espagne pour utiliser son influence afin d'intercéder pour Antonio en août 1897. Assez rapidement, le cas d'Antonio fut rejeté par la Cour suprême militaire, et il fut libéré.
Luna, se repentant de son arrestation à la fin de la première phase de la Révolution philippine, terminée par le Pacte de Biak-na-Bato, s'est alors préparé pour la deuxième phase. À sa libération en décembre 1897, Luna étudie les fortifications de campagne, la guérilla, l'organisation et d'autres aspects de la science militaire avec les conseils de Gérard Leman, qui sera plus tard le général commandant de la forteresse de Liège. Il étudia également la discipline lorsqu'il était à l'Ateneo de Madrid. La deuxième phase de la révolution commença alors avec le retour d'Emilio Aguinaldo à Cavite en 1898.

## Vie privée
Antonio Luna a courtisé Nellie Boustead, une femme qui a également été courtisée par José Rizal, entre 1889 et 1891. Boustead aurait été alors épris de Rizal. Lors d'une fête organisée entre Philippins, Antonio Luna, saoul, fit des remarques peu recommandables à l'encontre de Boustead. Cela incita Rizal à défier Luna en duel. Cependant, Luna s'excusa auprès de Rizal, évitant ainsi un duel entre compatriotes.

## Guerre américano-philippine

### Avant la guerre
Luna a été l'un des premiers à participer aux combats à Manille le 13 août 1898, lorsque les Américains, alors alliés des révolutionnaires philippins, envoient leurs troupes pour prendre Intramuros aux espagnols. Depuis juin 1898, Manille était complètement encerclée par les troupes révolutionnaires. Le colonel Luciano San Miguel occupait Mandaluyong, le général Pío del Pilar, Makati, le général Mariano Noriel, Parañaque, le colonel Enrique Pacheco, Navotas, Tambobong et Caloocan. Le général Gregorio del Pilar a traversé Sampaloc, prenant Tondo, Divisoria et Azcárraga, Noriel a pris le contrôle de Singalong et Paco, et a tenu Ermita et Malate.
Luna considérait que les Philippins devaient entrer dans Intramuros et avoir une occupation conjointe de la ville fortifiée. Mais Aguinaldo, tenant compte des mises en garde du général Wesley Merritt et du commodore (plus tard amiral) George Dewey, dont la flotte était amarrée dans la baie de Manille, envoya Luna dans les tranchées, d'où ce dernier ordonna à ses troupes de tirer sur les américains qui commençaient à laisser transparaitre leur intention d'occuper le pays. Après le chaos qui a suivi l'occupation américaine, lors d'une réunion à Ermita, Luna tenta de se plaindre aux officiers américains de la conduite désordonnée et déshonorante de leurs soldats.
Pour mettre le turbulent Luna à l'écart, Aguinaldo le nomma chef des opérations de guerre le 26 septembre 1898 et lui attribue le grade de général de brigade. Rapidement, il est nommé directeur ou secrétaire adjoint à la guerre et chef suprême de l'armée républicaine le 28 septembre, suscitant l'envie des autres généraux qui avaient combattu durant la première phase de la révolution. Pendant cette période, Luna sentait bien que ces affectations bureaucratiques ne faisaient que l'éloigner du terrain, lui qui voulait organiser et discipliner des troupes philippines enthousiastes mais mal nourries et mal entraînées, et les transformer en une véritable armée.
Le 15 septembre 1898, le Congrès de Malolos et l'assemblée constituante de la Première République des Philippines, se réunirent à l'église de Barasoain. Luna fut élu comme représentant, mais fut battu de justesse par Pedro Paterno pour le siège de président du Congrès avec un vote de 24-23.
Voyant la nécessité de la création d'une école militaire, en octobre 1898, Luna établit une académie militaire à Malolos, connue sous le nom d'Academia Militar, qui était la précurseure de l'actuelle Académie militaire philippine. Il nomma le colonel Manuel Bernal Sityar, un métis anciennement lieutenant de la garde civile, comme surintendant. Il recruta d'autres métis et espagnols qui avaient combattu dans l'armée espagnole pendant la révolution de 1896 pour enrichir l'entraînement. Cependant, l'académie dû être suspendue définitivement en mars 1899 en raison du déclenchement de la guerre américano-philippine.

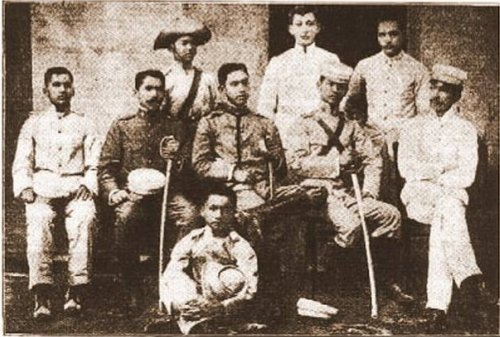
Groupe montrant certains des assistants de Luna : le général Manuel Tinio (assis, au centre), le général Benito Natividad (assis, 2e depuis la droite), le général Jose Alejandrino (assis, 2e depuis la gauche).

Une vingtaine d'officiers vétérans devinrent professeurs dans son école militaire. Luna conçu deux cours d'instruction, planifia la réorganisation, avec un bataillon de tiradores et un escadron de cavalerie, mis en place un inventaire des armes à feu et munitions, des arsenaux, en utilisant des couvents et des mairies, des quartiers-maîtres, des vigies et des systèmes de communication. Il construit des tranchées avec l'aide de son ingénieur en chef, le général Jose Alejandrino, et demanda à son frère Juan de concevoir les uniformes de l'école (le rayadillo philippin). Il insista également sur une discipline stricte, placée au dessus des rivalités entre les clans et les mouvements régionaux, qui empêchaient la coordination entre les différentes unités militaires. Envisager une armée unie pour la République supposait la fin des clans et des groupes locaux qui allaient à l'encontre d'une conscience nationale. C'était aussi une faiblesse que les Espagnols avaient utilisé pour garder le contingent indigène de leurs forces armées sous contrôle : les soldats d'un clan ou d'une région étaient utilisés pour combattre les révoltes dans d'autres régions.
Convaincu que le sort de la République naissante allait être un compliqué a appréhender pour les philippins, Luna se tourna vers le journalisme pour renforcer l'esprit national philippin et expliquer la nécessité de combattre les américains. Il décida de publier un journal, La Independencia. Ce quotidien de quatre pages était rempli d'articles, d'histoires courtes, de chansons patriotiques et de poèmes. Le personnel y travaillant était installé dans l'un des wagons du train de la ligne Manille - Pangasinan. Le journal sorti en septembre 1898 et connut un succès immédiat. 4 000 exemplaires ont été imprimés, ce qui était plus que tous les autres journaux alors en circulation.
Lorsque le traité de Paris, en vertu duquel l'Espagne devait céder les Philippines aux États-Unis, fut rendu public en décembre 1898, Luna décida rapidement de prendre des mesures militaires. Il proposa une stratégie conçue pour piéger les américains à Manille avant que davantage de leurs troupes ne puissent débarquer en exécutant des attaques surprises (guérilla), tout en renforçant ses positions dans le nord. Si les forces américaines venaient à pénétrer ses lignes, Luna détermina qu'il faudrait mener une série de batailles retardatrices et préparer une forteresse dans le nord de Luzon, en particulier dans la cordillère. Ce plan, cependant, fut rejeté par le haut commandement, qui croyait toujours que les Américains allaient leur accorder la pleine indépendance.

### Déclenchement de la guerre

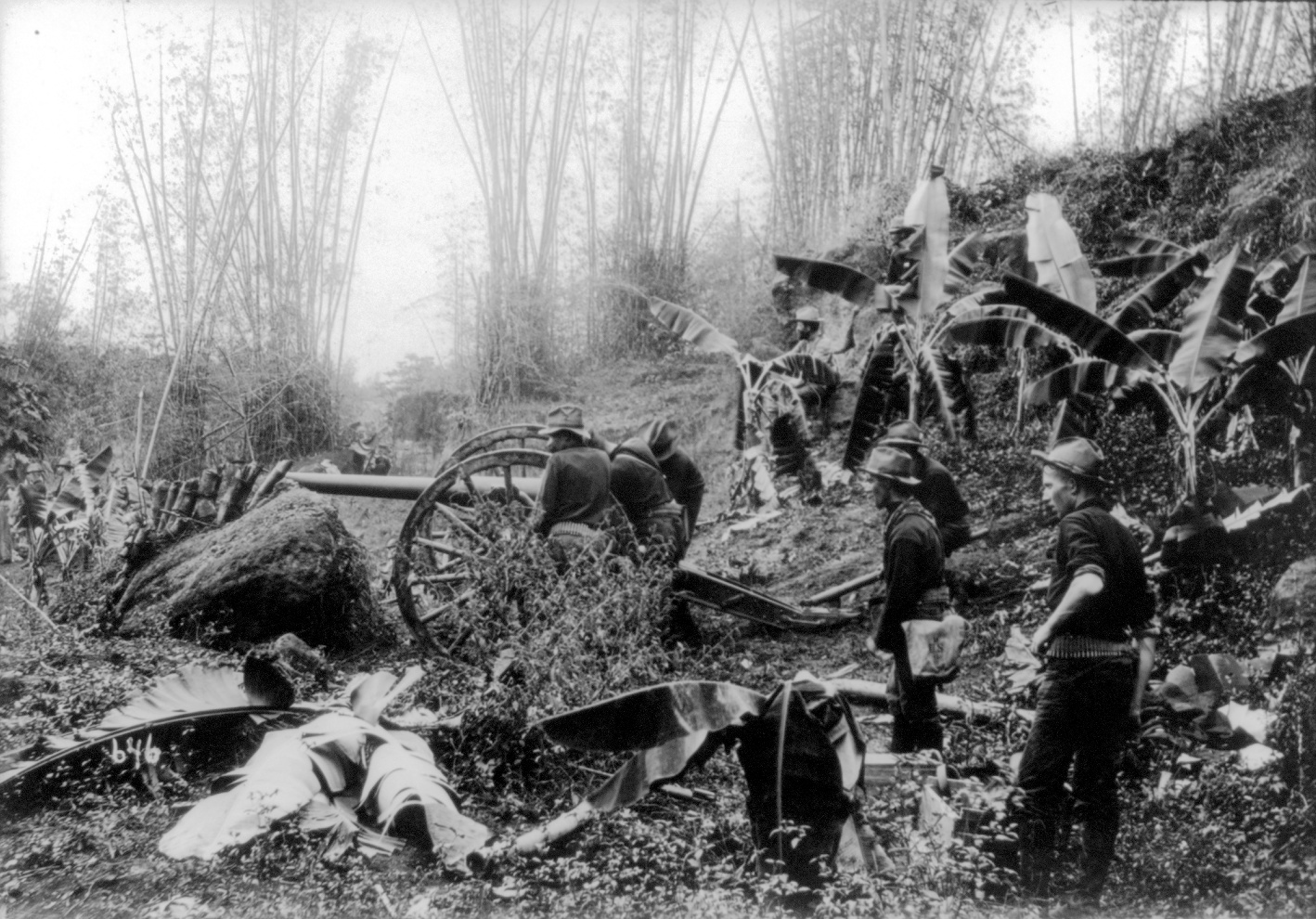
Des soldats américains du 1st Nebraska Volunteers, Company B, pendant la bataille de Manille.

Les Américains purent gagner du temps et eurent l'opportunité de déclencher les hostilités avec les Philippins à l'endroit et à l'heure de leur choix. Dans la nuit du 4 février 1899, alors que la plupart des généraux philippins étaient à un bal à Malolos pour célébrer le succès des anti-impérialistes américains retardant la ratification du traité de Paris, les Américains organisèrent un guet-apens le long d'habitations à Santa Mesa près du pont Balsahan. Une patrouille américaine tira sur des soldats philippins, affirmant par la suite que les Philippins avaient commencé à tirer en premier. Toute la ligne de front philippine de Pasay à Caloocan riposta et la première bataille de la guerre américano-philippine commença. Deux jours plus tard, en réponse à l'incident, le Sénat américain vota pour l'annexion. Ce faisant, le conflit devint la guerre de conquête, d'occupation et d'annexion que Luna, Mabini et d'autres avaient prédit, et dont ils avaient averti Aguinaldo et ses généraux auparavant.
Luna, après avoir reçu des ordres d'Aguinaldo, se précipita sur les lignes de front depuis son quartier général de Polo (l'actuelle ville de Valenzuela ) et forma trois compagnies à La Loma pour engager les forces du général Arthur MacArthur. Les combats eurent lieu à Marikina, Caloocan, Santa Ana et Paco. Les Philippins furent alors soumis à une attaque soigneusement planifiée de l'artillerie navale, la flotte américaine de Dewey tirant depuis la baie de Manille. Le nombre de victimes philippines fut élevé, faisant environ 2 000 morts et blessés. Luna transporta personnellement des officiers et des hommes blessés en lieu sûr; de ces sauvetages, le plus dramatique fut celui du commandant José Torres Bugallón. Après avoir été touché par une balle américaine, Bugallón réussit à avancer d'une cinquantaine de mètres avant de s'effondrer au bord de la route. Alors que les américains continuaient de faire feu, Luna rassembla une escorte d'environ vingt-cinq hommes pour sauver Bugallón, qui, selon lui, équivalait à 500 hommes. Survivant à la bataille, Luna essaya d'encourager Bugallón à survivre et donna à ce dernier une promotion instantanée au grade de lieutenant-colonel. Cependant, Bugallón décéda par la suite.
Le 7 février, Luna donna un ordre détaillé aux officiers de campagne de la milice territoriale. Contenant cinq points spécifiques, les premiers mots de ce dernier furent « En vertu de l'attaque barbare contre notre armée le 4 février », et se terminait par « une guerre sans quartier aux faux américains qui veulent nous asservir. L'indépendance ou la mort ! ». L'ordonnance qualifiait les forces américaines « d'armée d'ivrognes et de voleurs » en réponse au bombardement continu des villes autour de Manille, à l'incendie et au pillage de quartiers entiers, et au viol de femmes philippines.
Lorsque Luna vit que l'avance américaine s'était arrêtée, principalement pour stabiliser leurs lignes, il a de nouveau mobilisé ses troupes pour attaquer La Loma le 10 février. De violents combats s'ensuivirent mais les philippins furent contraints de se retirer par la suite.
Néanmoins, même si leur puissance de feu était supérieure et leurs renforts arrivés, les américains ne s'attendaient pas à une telle résistance. Ils ont été tellement surpris qu'un câble urgent a été envoyé au général Lawton qui était à Colombo, Ceylan (aujourd'hui Sri Lanka), avec ses troupes. Illustrant l'inquiétude des Américains, le télégramme déclarait : « Situation critique à Manille. Votre arrivée précoce est très importante ».

### Les Luna Sharpshooters et la Garde Noire
Les Luna Sharpshooters étaient une unité formée par Luna pour servir au sein de l'armée révolutionnaire des Philippines. Le 11 février, huit fantassins, anciennement sous les ordres les capitaines Márquez et Jaro, furent envoyés par le secrétaire à la Guerre Baldomero Aguinaldo (cousin d'Emilio Aguinaldo) à Luna, alors secrétaire adjoint à la Guerre. Voyant leur désir de servir dans l'armée, Luna les accueillit et leur groupe grandit pour devenir les Luna Sharpshooters. Les Sharpshooters devinrent célèbres pour leurs combats acharnés et ont prouvé leur valeur en étant l'unité de pointe dans chaque bataille majeure de la guerre philippine-américaine. Lors de la bataille de Paye, le 18 décembre 1899, un tireur d'élite philippin, le soldat Bonifacio Mariano, sous le commandement du général Licerio Gerónimo, tua le général Henry Ware Lawton, faisant de ce dernier la victime la plus gradée au cours de la guerre.
Luna forma également d'autres unités similaires aux Sharpshooters. L'une était l'unité qui sera plus tard nommée d'après Bugallón, commandée par Rosendo Simón de Pajarillo. Cette unité était issue d'un groupe de dix hommes souhaitant se porter volontaires dans l'armée philippine régulière. Luna, affecté par la défaite de la bataille de Caloocan, d'abord renvoya ces hommes. Cependant, il a rapidement changé d'avis et a décidé de les entrainer. Il a ordonna à un de ses subordonnés, le colonel Queri, de préparer des armes et des munitions pour ces dix hommes. Ils furent ensuite envoyés par le train à Malinta, qui était alors tenu par les Américains. Après avoir donné ses ordres, il les laissa partir et les observa avec son télescope. Ses hommes réussissant leur mission et revinrent finalement indemnes. Admirant leur bravoure, il les organisa en une unité de guérilla d'environ 50 membres. Cette unité participa à la deuxième bataille de Caloocan.
Une autre unité d'élite créée fut la Garde noire, une unité de guérilla de 25 hommes sous un certain lieutenant García. García, l'un des favoris de Luna, était un soldat modeste mais courageux. Son unité fut  chargée d'approcher l'ennemi par surprise avant de se replier rapidement au camp de base. Luna admirait tellement l'unité de García qu'il voulait la développer. Cependant, García déclina l'offre, car celui-ci pensait qu'une force plus importante pourrait nuire à l'efficacité de son travail. Jose Alejandrino, l'ingénieur en chef de l'armée et l'un des assistants de Luna, déclara qu'il n’entendit plus parler de García et de son unité après la démission de Luna le 28 février 1899.

### Autres opérations pendant la guerre

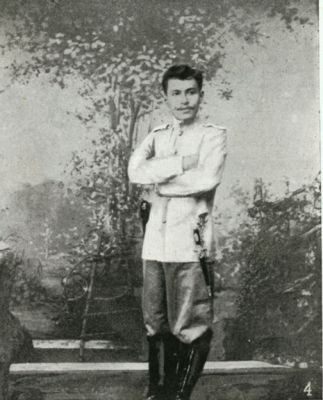
Le général Tomás Mascardo, commandant militaire de Pampanga.

Une contre-attaque philippine commença à l'aube le 23 février. Le plan était d'employer un mouvement de tenailles, utilisant les bataillons du Nord et du Sud, avec les Sharpshooters (les seules troupes entraînées professionnellement) à des points cruciaux. Les sandatahanes ou bolomens à l'intérieur de Manille allumeraient un grand feu pour signaler le début de l'assaut. Les troupes placées directement sous le commandement de Luna étaient divisées en trois: la brigade occidentale sous le général Pantaleon García, la brigade centrale sous le général Mariano Llanera et la brigade orientale sous le général Licerio Gerónimo. Luna demanda même de disposer de la brigade Tinio, rompue aux combats au nord de Luzon, sous le commandement du général Manuel Tinio. Elle comptait plus de 1 900 soldats mais Aguinaldo ne donna que des ordres ambiguës et la brigade Tinio ne participa finalement pas à la bataille. Celle ci ne fut que partiellement couronné de succès pour deux raisons principales. Premièrement, certains des secteurs philippins ont manqué de munitions et de nourriture et ont donc été contraints de se retirer à Polo. Deuxièmement, Luna n'a pas réussi à soulager la milice Kapampangan, lorsque le bataillon de Kawit a refusé de la relever, affirmant qu'ils avaient l'ordre de n'obéir qu'aux instructions directes d'Aguinaldo. L'insubordination était devenue assez courante dans les forces philippines à cette époque, car la plupart des troupes devaient leur loyauté aux officiers de leurs provinces, villes ou districts et non au commandement central. En conséquence, la contre-attaque s'est rapidement effondrée et Luna démantela le bataillon Kawit en représailles.

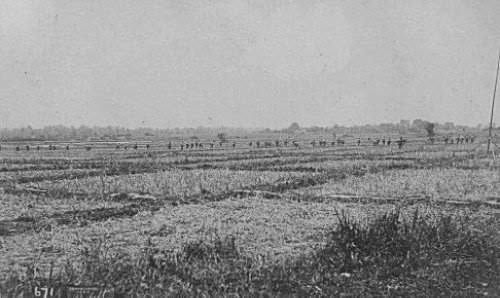
Soldats du 1er Nebraska Volunteers avançant pendant la bataille de Santo Tomas

Luna, cependant, s'est avéré être un disciplinaire strict et son tempérament dérangeait beaucoup dans les rangs des soldats. Un exemple de cela s'est produit lors de la bataille de Calumpit, où Luna a ordonné au général Tomás Mascardo d'envoyer des troupes depuis Guagua pour renforcer ses défenses. Cependant, Mascardo a ignoré les ordres de Luna insistant sur le fait qu'il allait à Arayat pour entreprendre une "inspection des troupes". Une autre version du raisonnement de Mascardo émergea et c'est probablement celle qui arriva aux oreilles de Luna. Cette version voulait que Mascardo était parti rendre visite à sa petite amie. Luna, furieux des actions de Mascardo, décida de le mettre en détention. Cependant, le major Hernando, l'un des assistants de Luna, tenta d'apaiser la colère du général en le convaincant de porter l'affaire devant le président Aguinaldo. Celui-ci autorisa la mise en détention de Mascardo pour vingt-quatre heures. À leur retour sur le terrain, cependant, les américains avaient déjà percé ses défenses à la rivière Bagbag, obligeant Luna à se retirer malgré son action héroïque pour défendre les secteurs restants.
Luna démissionna le 28 février, principalement par ressentiment envers le réarmement du bataillon Kawit en tant que garde présidentielle. Aguinaldo accepta sa démission avec hésitation. En conséquence, Luna fut absent du terrain pendant trois semaines, au cours desquelles les forces philippines subirent plusieurs défaites et revers. L'une de ces défaites serait la bataille de la rivière Marilao le 27 mars. Recevant les rapports déprimants du terrain par le biais de ses correspondants de La Independencia, Luna alla rendre visite à Aguinaldo et a demanda à être réintégré avec plus de pouvoirs sur tous les chefs militaires, et Aguinaldo le promeut alors au grade de lieutenant-général et a accepta d'en faire le commandant en chef de tous les Forces philippines dans la région centre de Luzon (Bulacan, Tarlac, Pampanga, Nueva Ecija, Bataan, Zambales).
La ligne de défense de Luna devait créer une série de batailles retardatrices de Caloocan à Ángeles, Pampanga  alors que la République construisait une base de guérilla dans les montagnes. La base devait être le dernier quartier général de la République au cas où les Américains franchiraient la ligne de défense. Les observateurs militaires américains ont été étonnés par la ligne de défense, qu'ils ont décrite comme consistant en de nombreuses tranchées de bambou s'étendant de ville en ville. La série de tranchées permit aux philippins de se retirer progressivement, tirant à couvert sur les Américains qui avançaient. Alors que les troupes américaines occupaient chaque nouvelle position, elles ont été soumises à une série de pièges installés dans les tranchées, qui comprenaient des pointes de bambou et des reptiles venimeux.
Au début du mois de mai 1899, Luna manqua de se faire tuer à la bataille de Santo Tomas. À cheval, Luna chargea sur le champ de bataille menant la contre-attaque de sa force principale. Alors qu'ils avançaient, les forces américaines commencèrent à leur tirer dessus. Le cheval de Luna fut touché et tomba au sol. En se rétablissant, Luna se rendit compte qu'il avait reçu une balle dans le ventre et tenta de se suicider avec son revolver pour éviter d'être capturé. Il fut cependant sauvé par les actions d'un colonel philippin nommé Alejandro Avecilla qui, après avoir vu Luna tomber, chevaucha vers le général pour le sauver. Bien qu'il ait été gravement blessé à l'une de ses jambes et à un bras, avec ses forces restantes, Avecilla éloigna Luna de la bataille vers l'arrière philippin. De retour en sécurité, Luna se rendit compte que sa blessure n'était pas très profonde car la plupart de l'impact de la balle avait été absorbé par une ceinture de soie pleine de pièces d'or que ses parents lui avaient donnée. Alors qu'il quittait le terrain pour soigner ses blessures, Luna remit le commandement au général Venacio Concepción, commandant philippin de la ville voisine d'Ángeles. Pendant ce temps, en reconnaissance de son travail, Luna reçu la médaille de la République des Philippines. Fin mai 1899, le colonel Joaquín Luna, l'un des frères d'Antonio, l'avertit qu'un complot avait été concocté par de «vieux éléments» ou des autonomistes de la République (déterminés à accepter la souveraineté américaine sur le pays) et une clique des officiers de l'armée que Luna avait désarmés, arrêtés et/ou insultés. Luna ignora toutes ces menaces, réitérant sa confiance en Aguinaldo, et a continué à construire des défenses à Pangasinan où les Américains prévoyaient un débarquement.

## Assassinat et conséquences

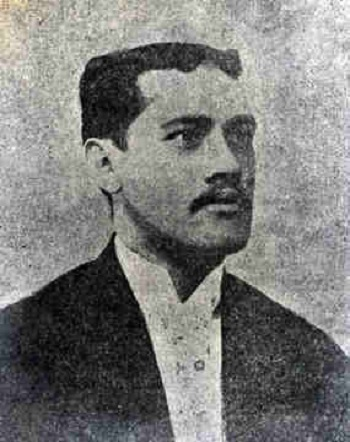
Le colonel Francisco Román, aide de camp de Luna, a été assassiné avec lui.

Le 2 juin 1899, Luna reçu deux télégrammes (initialement quatre, mais il n'a jamais reçu les deux derniers), l'un demandant de l'aide pour lancer une contre-attaque à San Fernando, Pampanga ; et l'autre, envoyé par Aguinaldo lui-même, lui ordonnant de se rendre à la nouvelle capitale à Cabanatuan, Nueva Ecija pour former un nouveau cabinet. C'est à cette date que Luna écrit à Arcadio Maxilom, commandant militaire de Cebu, lui demandant de rester ferme dans la guerre. Luna parti de Bayambang, Pangasinan, d'abord en train, puis à cheval, et finalement en trois voitures à Nueva Ecija avec 25 de ses hommes. Pendant le voyage, deux des voitures tombérent en panne, il continua alors avec une seule voiture avec le colonel Francisco Román et le capitaine Eduardo Rusca. Le 4 juin, Luna envoya un télégramme à Aguinaldo confirmant son arrivée. À son arrivée à Cabanatuan le 5 juin, Luna se rendit seul au quartier général pour s'entretenir avec le président. Alors qu'il montait des escaliers, il tomba sur un officier qu'il avait précédemment renvoyé pour insubordination, le capitaine Pedro Janolino, commandant du bataillon Kawit ; et un vieil ennemi qu'il avait menacé d'arrestation pour avoir plaidé pour l'autonomie sous tutelle américaine : Felipe Buencamino, ministre des Affaires étrangères et membre du Cabinet. On lui dit alors qu'Aguinaldo était parti pour San Isidro à Nueva Ecija (il s'était en fait rendu à Bamban, Tarlac). Furieux, Luna demanda pourquoi on ne lui avait pas dit que la réunion avait été annulée.
Les deux échangèrent vivement et alors qu'il s'apprêtait à partir, un coup de fusil retentit. Toujours indignée et furieux, Luna se précipita en bas des escaliers et se retrouva face à Janolino, accompagné de certains éléments du bataillon Kawit. Janolino l’attaqua avec sa machette, le blessant à la tête. Les hommes de Janolino tirèrent sur Luna, tandis que d'autres commencèrent à le poignarder, alors même qu'il tentait de tirer avec son revolver sur l'un de ses assaillants. Il tituba sur la place où Román et Rusca se précipitèrent à son aide, mais ils furent également attaqués, Román étant tué et Rusca gravement blessé. Luna reçu plus de trente blessures, et ses derniers mots furent « Lâches ! Assassins ! ». Il a été enterré à la hâte au cimetière, après quoi Aguinaldo releva les officiers et hommes de Luna du terrain, y compris le général Venacio Concepción, dont le quartier général à Ángeles, Pampanga, fut assiégé le même jour que l’assassinat de Luna.
Immédiatement après la mort de Luna, la confusion se mit a régner des deux côtés. Le décès de Luna n'a été déclaré publiquement que le 8 juin, et une circulaire fournissant des détails sur l'événement a été publiée le 13 juin. Alors que des enquêtes auraient été menées sur la mort de Luna, personne n'a été condamné. Plus tard, le général Pantaleon García a déclaré que c'était lui qui avait été verbalement ordonné par Aguinaldo de mener l'assassinat de Luna à Cabanatuan. Aguinaldo, lui, resta ferme sur le fait qu'il n'avait rien à voir avec l'assassinat de Luna.

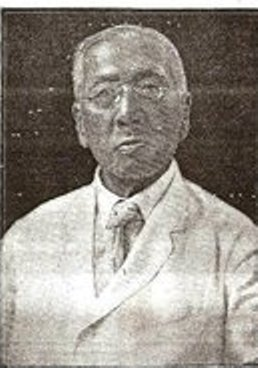
Felipe Buencamino a succédé à Apolinario Mabini au poste de secrétaire aux Affaires étrangères sous la Première République des Philippines.

La mort de Luna, le plus brillant et le plus capable des généraux philippins de l'époque a été un facteur décisif dans la lutte contre les forces américaines. Malgré des réactions mitigées des côtés philippin et américain à la mort de Luna, des gens des deux côtés avaient néanmoins développé une admiration pour lui. Le général Frederick Funston, qui capturera Aguinaldo à Palanan, Isabela en 1901, déclara que Luna était — le chef le plus habile et le plus agressif de la République philippine —. Pour le général James Franklin Bell, Luna — était le seul général de l'armée philippine —. Le général Robert Hughes fit remarquer que — avec la mort du général Luna, l'armée philippine a perdu le seul général qu'elle avait —. Pendant ce temps, Apolinario Mabini, ancien Premier ministre et secrétaire aux Affaires étrangères, dit ceci: "S'il était parfois hâtif et même cruel dans sa résolution, c'est parce que l'armée avait été amenée à une situation désespérée par la démoralisation des soldats et le manque de munitions: rien d'autre qu'une action de courage téméraire et une énergie extraordinaire ne pourrait entraver sa dissolution".
Par la suite, Aguinaldo subit des pertes successives et désastreuses sur le terrain, alors qu'il reculait vers le nord. Le 13 novembre 1899, Aguinaldo décida de disperser son armée et de commencer une guérilla. Le général José Alejandrino, l'un des assistants restants de Luna, déclara dans ses mémoires que si Luna avait été en mesure de terminer le camp militaire prévu dans la Cordillère et était passé à la guérilla plus tôt comme il l'avait suggéré, Aguinaldo aurait pu éviter d'avoir se replier à la hâte dans les montagnes de la Cordillère. Pour l'historien Teodoro Agoncillo, cependant, la mort de Luna n'a pas directement contribué à la chute de la République qui en a résulté. Dans son livre, Malolos: La crise de la République, Agoncillo a déclaré que la perte de Luna montrait l'existence d'un manque de discipline parmi les soldats philippins réguliers et qu'il s'agissait d'une faiblesse majeure qui n'a jamais été corrigée pendant la guerre. De plus, les soldats liés à Luna ont été démoralisés et se sont finalement rendus aux Américains.

## Commémoration

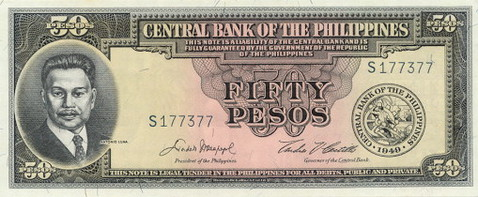
Un billet de 50 pesos philippins.

- Le célèbre Diliman Sunken Garden de l'Université des Philippines a été nommé General Antonio Luna Parade Grounds.
- Les municipalités de General Luna, Quezon et General Luna, Surigao del Norte sont nommées d'après Luna.
- La général Antonio Luna Avenue, une route nationale à deux voies à San Mateo, Rizal, a été nommé d'après Luna.
- La général Luna Street, qui s'étend d'Intramuros à Paco à Manille, porte le nom de Luna. Anciennement Calle Real del Palacio (Intramuros) et Calle Nozaleda (Ermita-Paco), l'ensemble du tronçon a été intégré en un seul et a été renommé Calle Gen. Luna pendant la période américaine .
- Le Général Antonio Luna, un quartier de Mayorga, Leyte, doit son nom à Luna.
- Le 3e district de la province de Quezon a été nommé d'après le général Luna.
- En 1951, le premier billet philippin de cinquante pesos d'après-guerre comportait un portrait de Luna jusqu'à ce qu'il soit remplacé en 1969 par un portrait de Sergio Osmeña .
- En 1958, un timbre représentant Luna est sorti à l'occasion du 92e anniversaire de naissance.
- Après le 102e anniversaire de la naissance de Luna (1968), l'ancien président Ferdinand Marcos a prononcé un discours sur le général. Il déclara que les tactiques de guérilla de Luna ont précédé celles de Mao Zedong en Chine et de Võ Nguyên Giáp et Ho Chi Minh en Viêt Nam .
- En 1999, le deuxième et dernier des navires de patrouille de la classe General Emilio Aguinaldo est mis en service par la marine philippine. Il est nommé BRP General Antonio Luna (PG-141) (en).
- Un monument de Luna a été érigé sur la Plaza Lucero à Cabanatuan, Nueva Ecija .
- L'ancien maire de Manille, Alfredo Lim, a dirigé un programme commémoratif à l'occasion du 144e anniversaire de naissance de Luna (2010).
- Une base militaire philippine, Camp Antonio Luna à Limay, Bataan, a été nommée d'après le général. Il s'agit actuellement du bureau du directeur de l'arsenal gouvernemental .
- General Luna est un groupe de rock philippin nommé d'après Luna[5].
- Une frégate de la marine philippine est baptisée BRP Antonio Luna (FF-151) en 2018

## Dans la culture populaire
- Interprété par Christopher de Leon dans le film El Presidente (2012).
- Interprété par JC Tiuseco dans la série télévisée Ilustrado (2014).
- Représenté par Marc Abaya et John Arcilla dans le film Heneral Luna (2015).
  - Arcilla a repris le rôle pour les publicités de Noël de KFC Philippines en 2017.

### Livres
- Teodoro Agoncillo, History of the Filipino People, Quezon City, 8e éd.
- Teodoro Agoncillo, Introduction to Filipino History, 1974
- Teodoro Agoncillo, Malolos : The Crisis of the Republic, 1960, 700 p. (ISBN 978-971-542-096-9, lire en ligne)
- Ruby Rosa A. Jimenez, Heneral Luna : The History behind the Movie, Mandaluyong City, Anvil Publishing, Inc., 2015
- Vivencio R. Jose, The Rise and Fall of Antonio Luna, University of the Philippines, 1972, 216 p. (ISBN 978-971-17-0700-2, lire en ligne)
- Kalaw, The development of Philippine politics, Oriental commercial, 1927 (lire en ligne)
- Brian McAllister Linn, The Philippine War, 1899–1902, University Press of Kansas, 2000a, 427 p. (ISBN 978-0-7006-1225-3, lire en ligne)
- Brian McAllister Linn, The U.S. Army and Counterinsurgency in the Philippine War, 1899–1902, UNC Press Books, 2000b, 280 p. (ISBN 978-0-8078-4948-4, lire en ligne)
- Ambeth Ocampo, Looking Back, Anvil Publishing, Inc, 2010 (ISBN 978-971-27-2336-0)